# Chile a 2014. évi téli olimpiai játékokon
Chile az oroszországi Szocsiban megrendezett 2014. évi téli olimpiai játékok egyik részt vevő nemzete volt. Az országot az olimpián 3 sportágban 6 sportoló képviselte, akik érmet nem szereztek.

## Alpesisí
Férfi
| Versenyző        | Versenyszám            | 1. futam      | 1. futam      | 2. futam      | 2. futam      | Összesítés | Összesítés |
| Versenyző        | Versenyszám            | Idő           | Hely.         | Idő           | Hely.         | Idő        | Helyezés   |
| ---------------- | ---------------------- | ------------- | ------------- | ------------- | ------------- | ---------- | ---------- |
| Eugenio Claro    | Műlesiklás             | 57,08         | 63.           | nem ért célba | nem ért célba | kiesett    | kiesett    |
| Eugenio Claro    | Óriás-műlesiklás       | nem ért célba | nem ért célba | kiesett       | kiesett       | kiesett    | kiesett    |
| Eugenio Claro    | Szuperóriás-műlesiklás |               |               |               |               | 1:23,31    | 45.        |
| Henrik von Appen | Lesiklás               |               |               |               |               | 2:13,16    | 41.        |
| Henrik von Appen | Óriás-műlesiklás       | nem ért célba | nem ért célba | kiesett       | kiesett       | kiesett    | kiesett    |
| Henrik von Appen | Szuperóriás-műlesiklás |               |               |               |               | 1:21,88    | 32.        |

| Versenyző        | Versenyszám | Lesiklás | Lesiklás | Műlesiklás | Műlesiklás | Összesítés | Összesítés |
| Versenyző        | Versenyszám | Idő      | Hely.    | Idő        | Hely.      | Idő        | Helyezés   |
| ---------------- | ----------- | -------- | -------- | ---------- | ---------- | ---------- | ---------- |
| Henrik von Appen | Összetett   | 1:58,49  | 40.      | 1:00,42    | 30.        | 2:58,91    | 32.        |

Női
| Versenyző       | Versenyszám      | 1. futam      | 1. futam      | 2. futam | 2. futam | Összesítés | Összesítés |
| Versenyző       | Versenyszám      | Idő           | Hely.         | Idő      | Hely.    | Idő        | Helyezés   |
| --------------- | ---------------- | ------------- | ------------- | -------- | -------- | ---------- | ---------- |
| Noelle Barahona | Lesiklás         |               |               |          |          | 1:49,70    | 34.        |
| Noelle Barahona | Műlesiklás       | nem ért célba | nem ért célba | kiesett  | kiesett  | kiesett    | kiesett    |
| Noelle Barahona | Óriás-műlesiklás | 1:25,02       | 45.           | 1:24,84  | 43.      | 2:49,86    | 42.        |

| Versenyző       | Versenyszám | Lesiklás      | Lesiklás      | Műlesiklás | Műlesiklás | Összesítés | Összesítés |
| Versenyző       | Versenyszám | Idő           | Hely.         | Idő        | Hely.      | Idő        | Helyezés   |
| --------------- | ----------- | ------------- | ------------- | ---------- | ---------- | ---------- | ---------- |
| Noelle Barahona | Összetett   | nem ért célba | nem ért célba | kiesett    | kiesett    | kiesett    | kiesett    |

## Síakrobatika
Akrobatika
| Versenyző       | Versenyszám    | Selejtező | Selejtező | Selejtező | Döntő    | Döntő    | Döntő    |
| Versenyző       | Versenyszám    | 1. futam  | 2. futam  | Hely.     | 1. futam | 2. futam | Helyezés |
| --------------- | -------------- | --------- | --------- | --------- | -------- | -------- | -------- |
| Dominique Ohaco | Női slopestyle | 69,60     | 51,40     | 13.       | kiesett  | kiesett  | kiesett  |

Krossz
| Versenyző         | Versenyszám | Selejtező     | Selejtező | Nyolcaddöntő | Negyeddöntő        | Elődöntő | Döntő    | Helyezés |
| Versenyző         | Versenyszám | Idő           | Hely.     | Helyezés     | Helyezés           | Helyezés | Helyezés | Helyezés |
| ----------------- | ----------- | ------------- | --------- | ------------ | ------------------ | -------- | -------- | -------- |
| Stephanie Joffroy | Női         | nem ért célba | 28.       | 2.           | 4. (nem ért célba) | kiesett  | kiesett  | 16.      |

## Sífutás
Férfi
| Versenyző          | Versenyszám | Selejtező | Selejtező | Negyeddöntő | Negyeddöntő | Elődöntő | Elődöntő | Döntő   | Döntő    |
| Versenyző          | Versenyszám | Idő       | Hely.     | Idő         | Hely.       | Idő      | Hely.    | Idő     | Helyezés |
| ------------------ | ----------- | --------- | --------- | ----------- | ----------- | -------- | -------- | ------- | -------- |
| Yonathan Fernandez | Sprint      | 4:58,63   | 84.       | kiesett     | kiesett     | kiesett  | kiesett  | kiesett | 84.      |